# Écoles nationales des sciences appliquées
Cet article possède un paronyme, voir Institut national des sciences appliquées.
Le réseau des Écoles nationales des sciences appliquées (ENSA) est un groupe d'écoles publiques marocaines délivrant des formations et diplômes d'ingénieur d’État et ayant pour particularité commune de comporter un cycle préparatoire intégré.
Les écoles du réseau participent chaque année au Concours National Commun (CNC) d’Admission dans les Établissements de Formation d’Ingénieurs et Établissements Assimilés au Maroc,.
Les écoles du réseau, faisant partie des établissements (à accès régulés) d'enseignement supérieur public relevant des universités, adoptent toutes le système LMD (Licence Master Doctorat), dans lequel le diplôme d'ingénieur d’État est équivalent à celui de Master,.

## Histoire
La première école du réseau ENSA fut celle de Tanger, créée en 1997 à la suite d'un partenariat avec le groupe d'écoles d'ingénieurs français INSA.
Le réseau ENSA a connu pour la première fois un rassemblement les 6 et 7 mai 2011 à Agadir, au Forum ENSA Maroc, permettant une rencontre entre élèves ingénieurs, enseignants chercheurs et cadres administratifs du réseau.
En 2018 l'INSA Euro-Méditerranée de Fès qui fait partie du réseau français INSA a rejoint le réseau des ENSA du Maroc avec un concours commun d'accès.

## Admission[9]
L'admission aux écoles du réseau en 1ère année du cycle préparatoire se faisait, avant 2013, par le biais de concours organisés indépendamment par et au sein de chaque école,.
L'admission en 1ère année du Cycle Préparatoire se fait via :
- Le concours national commun à toutes les ENSA Maroc, auquel sont convoqués les candidats présélectionnés (inscription sur le site éphémère du concours « Site officiel du concours ENSA Maroc » , sur www.ensa-concours.ma)[12], et qui est ouvert aux titulaires, ou inscrits en année finale du baccalauréat dans une des filières scientifiques, techniques ou professionnelles.

L'admission en 1ère année du Cycle Ingénieur se fait par deux voies : 
- Concours national commun d'admission aux grandes écoles d'ingénieurs (CNC) ouvert aux étudiants CPGE[2],[3]

- Concours d’accès ouverts aux étudiants titulaires du baccalauréat plus deux années d’étude (DEUG, DUT, DEUST, DEUP ou équivalent) ou les titulaires du baccalauréat plus trois années d’étude (Licences des facultés des sciences (FS) et facultés des sciences et techniques (FST) ou équivalent)[13].

L'admission en 2e année du Cycle Ingénieur (4e année) est possible pour les étudiants ayant validé une licence ou la première année du master, et ce après étude de dossier et éventuellement un entretien.

## Liste des écoles membres
| École                                                              | Sigle                      | Création | Effectif par promotion (2016) |
| ------------------------------------------------------------------ | -------------------------- | -------- | ----------------------------- |
| École nationale des sciences appliquées de Tanger                  | ENSAT                      | 1997     | 320                           |
| École nationale des sciences appliquées d'Agadir                   | ENSAA                      | 1999     | 320                           |
| École nationale des sciences appliquées de Marrakech               | ENSAMA                     | 2000     | 250                           |
| École nationale des sciences appliquées d'Oujda                    | ENSAO                      | 1999     | 240                           |
| École nationale des sciences appliquées de Berrechid               | ENSAB                      | 2018     | 200                           |
| École nationale des sciences appliquées de Safi                    | ENSAS                      | 2003     | 230                           |
| École nationale des sciences appliquées de Fès                     | ENSAF                      | 2005     | 250                           |
| École nationale des sciences appliquées de Khouribga               | ENSAKH                     | 2007     | 200                           |
| École nationale des sciences appliquées d'Al Hoceima               | ENSAH                      | 2008     | 195                           |
| École nationale des sciences appliquées d'El Jadida                | ENSAJ                      | 2008     | 180                           |
| École nationale des sciences appliquées de Kénitra                 | ENSAK                      | 2008     | 220                           |
| École nationale des sciences appliquées de Tétouan                 | ENSATE                     | 2008     | 260                           |
| École nationale des sciences appliquées de Béni Mellal             | ENSABE                     | 2019     |                               |
| Institut national des sciences appliquées Euro-Méditerranée de Fès | INSA Euro-Méditerranée Fès | 2015     |                               |

## Formation
La formation à l'ENSA s'étale sur 5 ans. Après 2 ans de cycle préparatoire intégré, ces écoles proposent de nombreuses filières d'enseignement en cycle ingénieur :
- ENSA Agadir[14]
  - Génie Informatique
  - Génie Industriel
  - Génie des Procédés de l'Énergie et de l'Environnement
  - Génie Mécanique
  - Génie Civil (Bâtiment et Travaux publics)
  - Génie Électrique
  - Génie Agro-alimentaire (prévu pour 2015-2016)
  - Finance et ingénierie décisionnelle

- ENSA Tanger[7]
  - Génie des Systèmes de Télécommunication et Réseaux
  - Génie Informatique
    - Spécialité(s) : Génie logiciel et Systèmes d'information

  - Génie des Systèmes Électroniques et Automatiques
  - Génie Industriel et Logistique
  - Génie Eco-Énergétique et Environnement Industriel

- ENSA Oujda[5],[14],[16]
  - Génie Informatique[5]
    - Spécialité(s) : Qualité Logicielle

  - Génie Télécommunication et Réseaux
    - Spécialité(s) : Réseaux et Systèmes[5]

  - Génie Industriel[5]
    - Spécialité(s) : Logistique et Transport
    - Spécialité(s) : Maîtrise des Risques et Sûreté de Fonctionnement

  - Génie Électrique
    - Spécialité(s) : Énergie et Systèmes Électriques[5]

  - Génie des Systèmes Électroniques, Informatique et Réseaux[5] (anciennement GE2I ou GEII)
  - Génie Civil[5]
    - Spécialité(s) : Bâtiments, Ponts et Chaussées
    - Spécialité(s) : Hydraulique
    - Spécialité(s) : Génie Urbain et Environnement

  - Ingénierie des Technologies de l'Information et Réseaux de Communication[5]
  - Ingénierie Data Sciences et Cloud Computing[5]

- ENSA Kénitra[17],[18]
  - Génie Électrique
    - Spécialité(s) : Électroniques et Systèmes embarqués, énergies renouvelables.

  - Génie des Systèmes de Télécommunication et Réseaux
    - Spécialité(s) : Ingénierie des Réseaux Mobile et Ingénierie des Systèmes de Télécommunication.

  - Génie Informatique
    - Spécialité(s) : Génie Logiciel et Développement Mobile, Sécurité des Systèmes d'information.

  - Génie Industriel
    - Spécialité(s) : Logistique.

  - Génie Mécatronique
    - Spécialité(s) : Automobile.

- ENSA Marrakech
  - Génie Informatique
  - Systèmes Électroniques Embarqués et Commande des Systèmes
  - Réseaux, Systèmes & Services Programmables
  - Cyber-Défense et Systèmes de Télécommunication Embarqués
  - Génie Industriel et Logistique

- ENSA Safi
  - Génie Industriel
  - Génie Télécommunication et Réseaux
  - Génie Informatique
  - Génie des Procédés et Matériaux Céramiques

- ENSA Fès
  - Génie Informatique
  - Génie Télécommunication et Réseaux
  - Génie Industriel
  - Génie Mécanique et Systèmes Automatisés
  - Génie Mécanique
  - Génie Mécatronique
  - Génie des Systèmes Embarqués et Informatique Industrielle
  - Génie Énergétique et Systèmes intelligents

- ENSA Al Hoceïma
  - Génie Informatique
  - Génie Civil
  - Génie Énergétique et Énergies renouvelables
  - Génie de l'Eau et de l'Environnement
  - Génie Mécanique
  - Génie des Données

- ENSA El Jadida
  - Ingénierie des Systèmes d’Information et de Communication (ISIC)
  - Génie Énergétique et Électrique (G2E)
  - Ingénierie Informatique et Technologies Émergentes (2ITE)
  - Génie Industriel (GI)
  - Génie Civil (GC)

- ENSA Khouribga
  - Génie Informatique
  - Génie Télécommunication et Réseaux
  - Génie des Procédés de l'Énergie et de l'Environnement
  - Génie Électrique

- ENSA Tétouan
  - Génie Civil (GC)
  - Supply Chain Management (GSCM)
  - Génie Informatique (GI)
  - Génie Télécommunication et Réseaux (GSTR)
  - Génie Mécatronique (GM)
  - Science des Données, Big Data & Intelligence Artificielle (BDIA)
  - Génie en Cybersécurité et Systèmes Embarqués (GCSE)

- ENSA Beni Mellal

- ENSA Berrechid
  - Génie Informatique (GI)
  - Génie Aéronautique (GA)
  - Big Data